# Bacouël
Pour les articles homonymes, voir Bacouel.
Bacouël est une commune française située dans le département de l'Oise en région Hauts-de-France. Ses habitants sont appelés les Bacouëlois et les Bacouëloises.

## Géographie

### Description

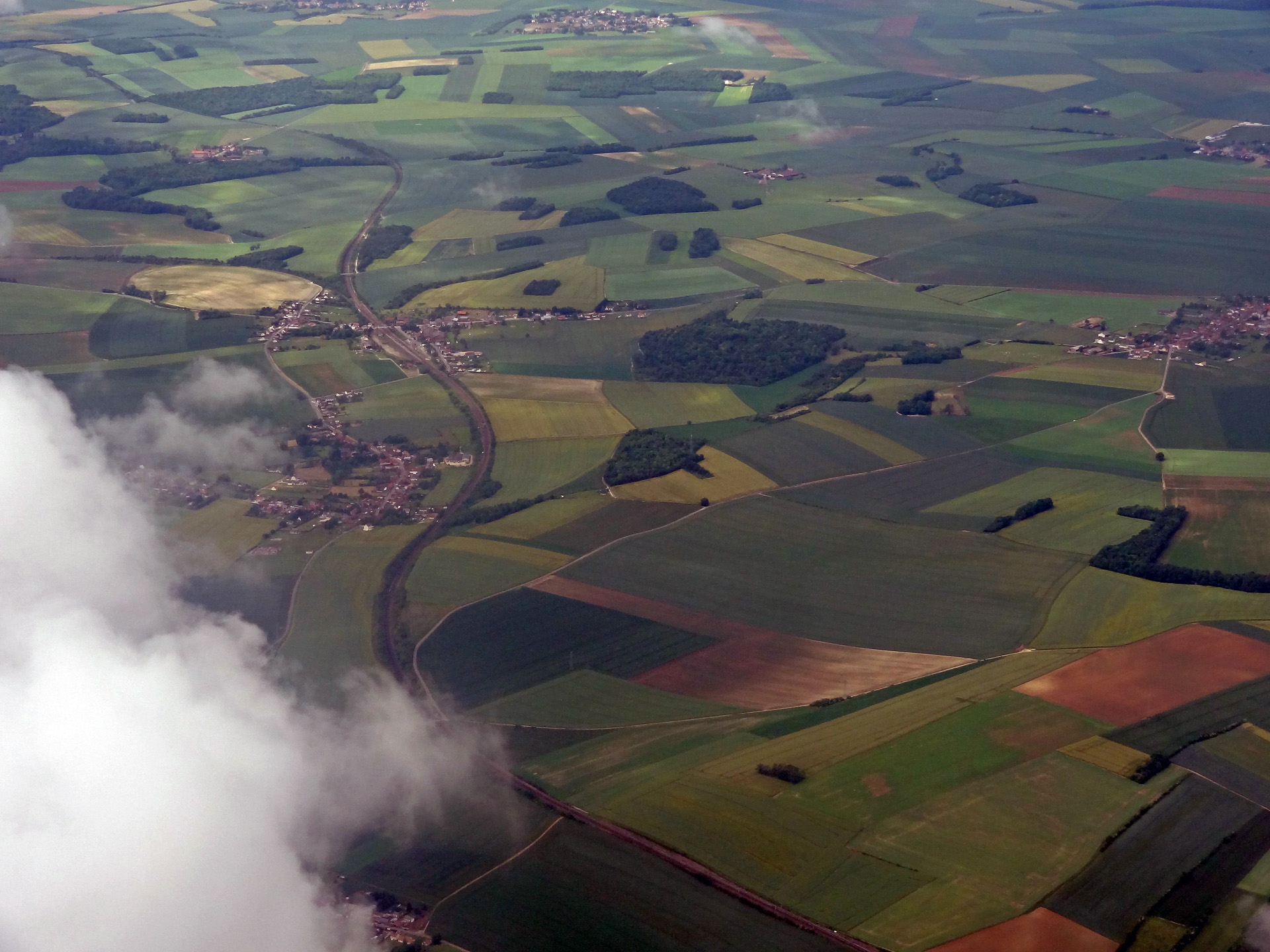
Vue aérienne de la commune et de la gare de Breteuil-Embranchement

Bacouël est une commune rurale picarde du Santerre, situé à 13 km à l'ouest de Montdidier et à 7 km à l'est de Breteuil.
Bacouël se trouve au centre d'une dépression dont le fond argileux était jadis le passage d'une petite rivière que Louis Graves, dans son précis statistique sur le canton de Breteuil (Oise), arrondissement de Clermont (Oise), note comme étant la Malvina, et qui rejoignait Rouvroy-les-Merles pour approvisionner la Noye, d'autres sources parlant du ru de Rouvroy (petit cours d'eau de Rouvroy-les-Merles).
Sur les hauteurs, au nord-est, l'on peut voir le bois Robinson où, selon une légende locale, des soldats allemands de la Première Guerre mondiale auraient été enfermés dans un ancien four à chaux.
À l'ouest, vers Tartigny, l'on peut apercevoir le bois du Quesnoy.
Bacouël compte de nombreuses mares dont quatre sont encore en fonction.

### Communes limitrophes
| Tartigny |         |                        |
|          | Bacouël | Le Mesnil-Saint-Firmin |
|          | Chepoix |                        |

### Hydrographie
La commune est située dans le bassin Artois-Picardie. Elle n'est drainée par aucun cours d'eau.

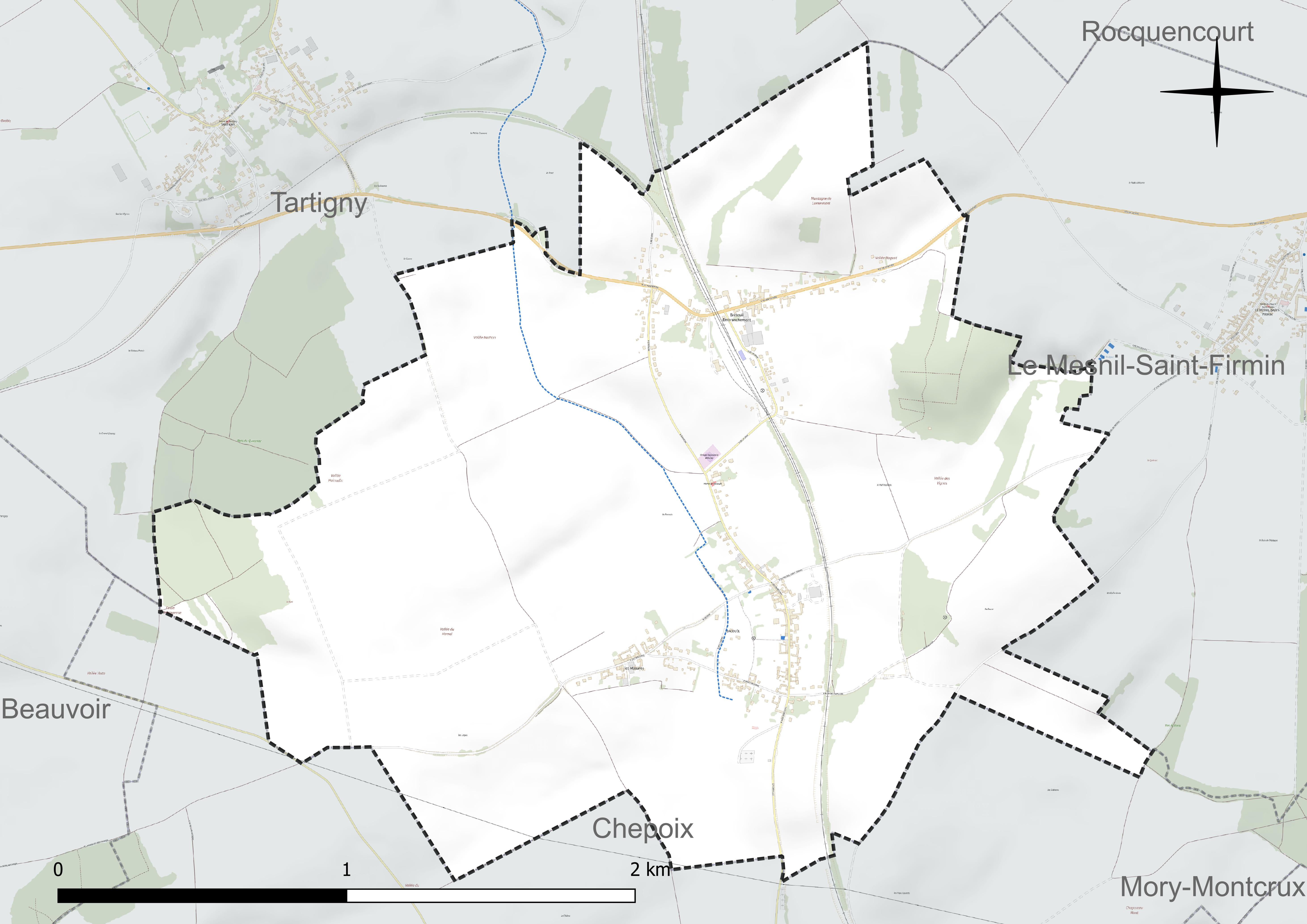
Réseau hydrographique de Bacouël.

### Climat
Pour des articles plus généraux, voir Climat des Hauts-de-France et Climat de l'Oise.
En 2010, le climat de la commune est de type climat océanique dégradé des plaines du Centre et du Nord, selon une étude du CNRS s'appuyant sur une série de données couvrant la période 1971-2000. En 2020, Météo-France publie une typologie des climats de la France métropolitaine dans laquelle la commune est exposée à un climat océanique et est dans la région climatique Nord-est du bassin Parisien, caractérisée par un ensoleillement médiocre, une pluviométrie moyenne régulièrement répartie au cours de l'année et un hiver froid (3 °C).
Pour la période 1971-2000, la température annuelle moyenne est de 10,3 °C, avec une amplitude thermique annuelle de 14,1 °C. Le cumul annuel moyen de précipitations est de 690 mm, avec 11,4 jours de précipitations en janvier et 8,1 jours en juillet. Pour la période 1991-2020, la température moyenne annuelle observée sur la station météorologique la plus proche, située sur la commune de Rouvroy-les-Merles à 4 km à vol d'oiseau, est de 10,7 °C et le cumul annuel moyen de précipitations est de 647,9 mm,. Pour l'avenir, les paramètres climatiques de la commune estimés pour 2050 selon différents scénarios d'émission de gaz à effet de serre sont consultables sur un site dédié publié par Météo-France en novembre 2022.
| Mois                                  | jan.           | fév.           | mars           | avril         | mai           | juin          | jui.           | août           | sep.          | oct.          | nov.             | déc.           | année      |
| ------------------------------------- | -------------- | -------------- | -------------- | ------------- | ------------- | ------------- | -------------- | -------------- | ------------- | ------------- | ---------------- | -------------- | ---------- |
| Température minimale moyenne (°C)     | 1,2            | 1,1            | 2,6            | 3,9           | 7,2           | 10            | 12             | 12             | 9,5           | 7,3           | 4,2              | 1,8            | 6,1        |
| Température moyenne (°C)              | 3,9            | 4,4            | 7              | 9,5           | 12,9          | 16            | 18,2           | 18,2           | 15,1          | 11,5          | 7,2              | 4,4            | 10,7       |
| Température maximale moyenne (°C)     | 6,6            | 7,7            | 11,5           | 15,2          | 18,6          | 21,9          | 24,5           | 24,5           | 20,6          | 15,6          | 10,3             | 7              | 15,3       |
| Record de froid (°C) date du record   | −18,6 07.01.09 | −12,9 07.02.12 | −11,5 13.03.13 | −6,6 07.04.21 | −3,2 03.05.21 | −2 05.06.1991 | 2,3 04.07.1990 | 2,1 08.08.1990 | −1,3 30.09.18 | −6,2 28.10.03 | −10,8 24.11.1998 | −17,2 18.12.10 | −18,6 2009 |
| Record de chaleur (°C) date du record | 15,2 27.01.03  | 20 24.02.1990  | 24,3 31.03.21  | 27,1 19.04.18 | 30,8 27.05.05 | 36,4 18.06.22 | 41,5 25.07.19  | 39,7 06.08.03  | 34,7 08.09.23 | 29,2 01.10.11 | 20,1 01.11.14    | 17 07.12.00    | 41,5 2019  |
| Précipitations (mm)                   | 52,4           | 42,9           | 46,1           | 43,2          | 57,4          | 54,2          | 59,7           | 58,1           | 49,1          | 57,8          | 57,2             | 69,8           | 647,9      |

## Urbanisme

### Typologie
Au 1er janvier 2024, Bacouël est catégorisée commune rurale à habitat dispersé, selon la nouvelle grille communale de densité à sept niveaux définie par l'Insee en 2022.
Elle est située hors unité urbaine et hors attraction des villes,.

### Occupation des sols
L'occupation des sols de la commune, telle qu'elle ressort de la base de données européenne d'occupation biophysique des sols Corine Land Cover (CLC), est marquée par l'importance des territoires agricoles (84,3 % en 2018), une proportion sensiblement équivalente à celle de 1990 (84,6 %). La répartition détaillée en 2018 est la suivante : 
terres arables (78,1 %), zones urbanisées (12,8 %), zones agricoles hétérogènes (6,2 %), forêts (2,9 %). L'évolution de l'occupation des sols de la commune et de ses infrastructures peut être observée sur les différentes représentations cartographiques du territoire : la carte de Cassini (XVIIIe siècle), la carte d'état-major (1820-1866) et les cartes ou photos aériennes de l'IGN pour la période actuelle (1950 à aujourd'hui).

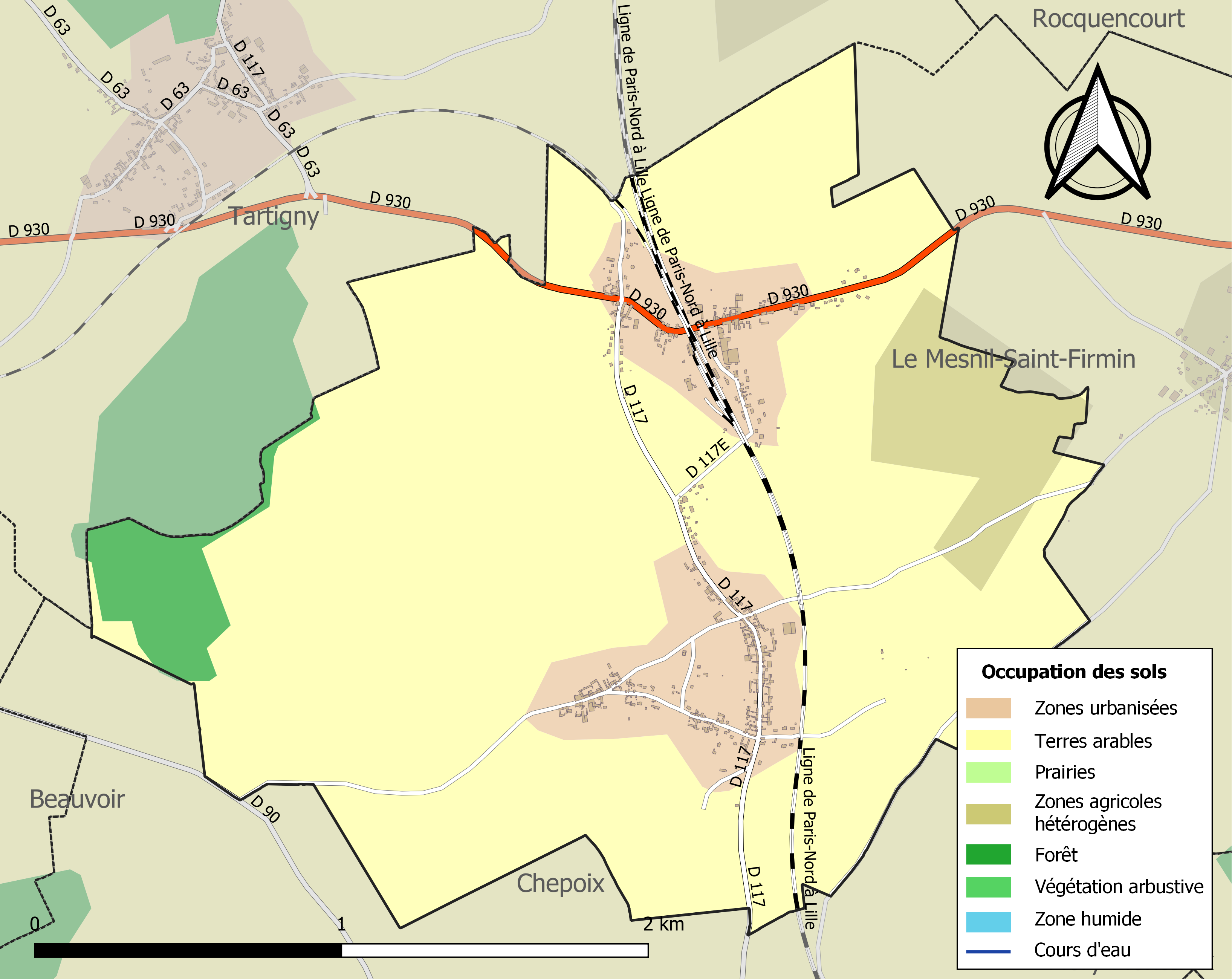
Carte des infrastructures et de l'occupation des sols de la commune en 2018 (CLC).

### Lieux-dits, hameaux et écarts
La commune est constituée par deux hameaux distants d'un kilomètre environ, celui de Bacouël et celui de Breteuil-Embranchement où se trouve la gare de Breteuil-Embranchement et qui est desservi par la route départementale 930.
Le lieu-dit des Masures a donné son nom à l'une des rues du village et fait maintenant partie intégrante de la commune.

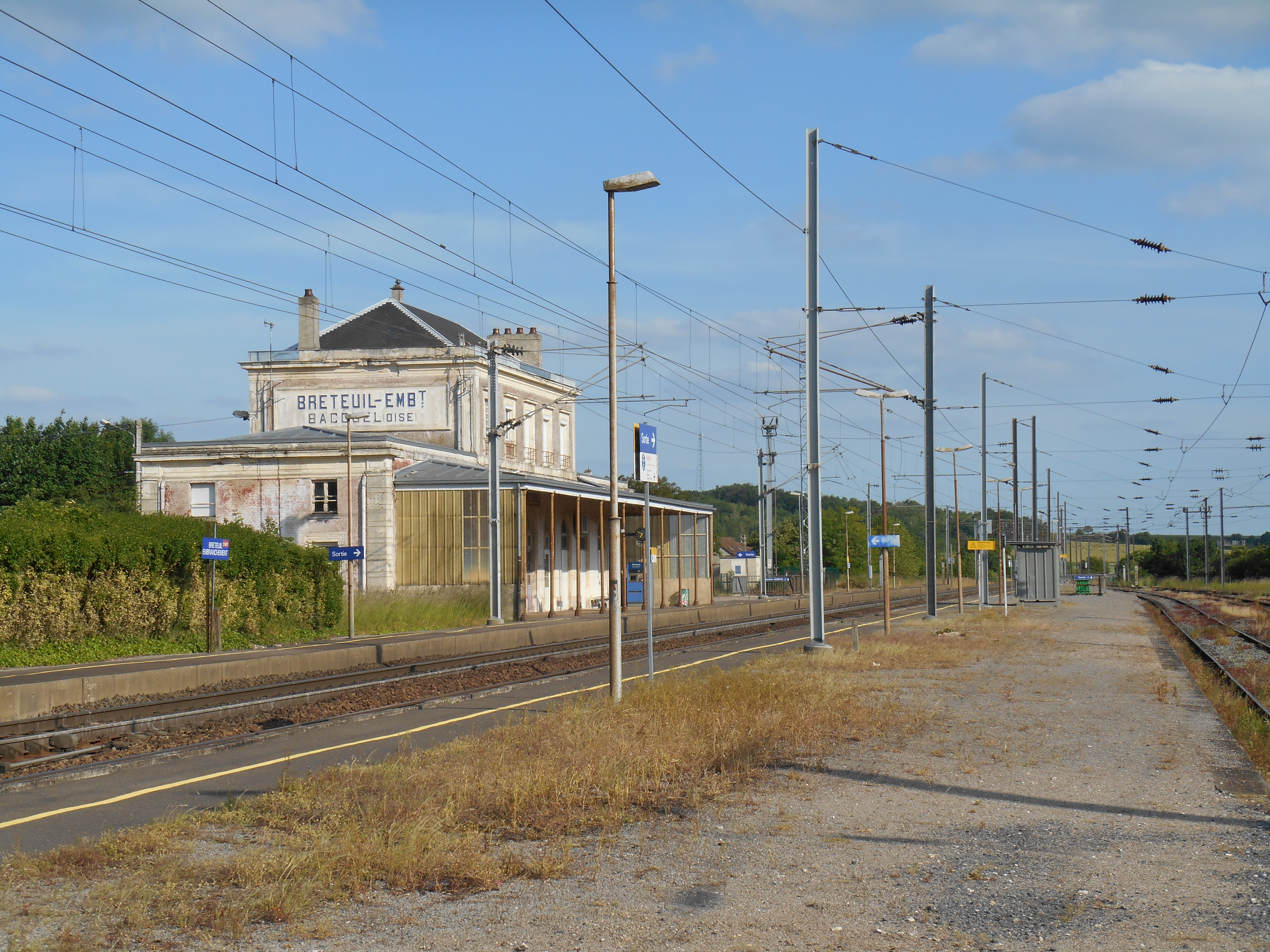
La gare de Breteuil-Embranchement.
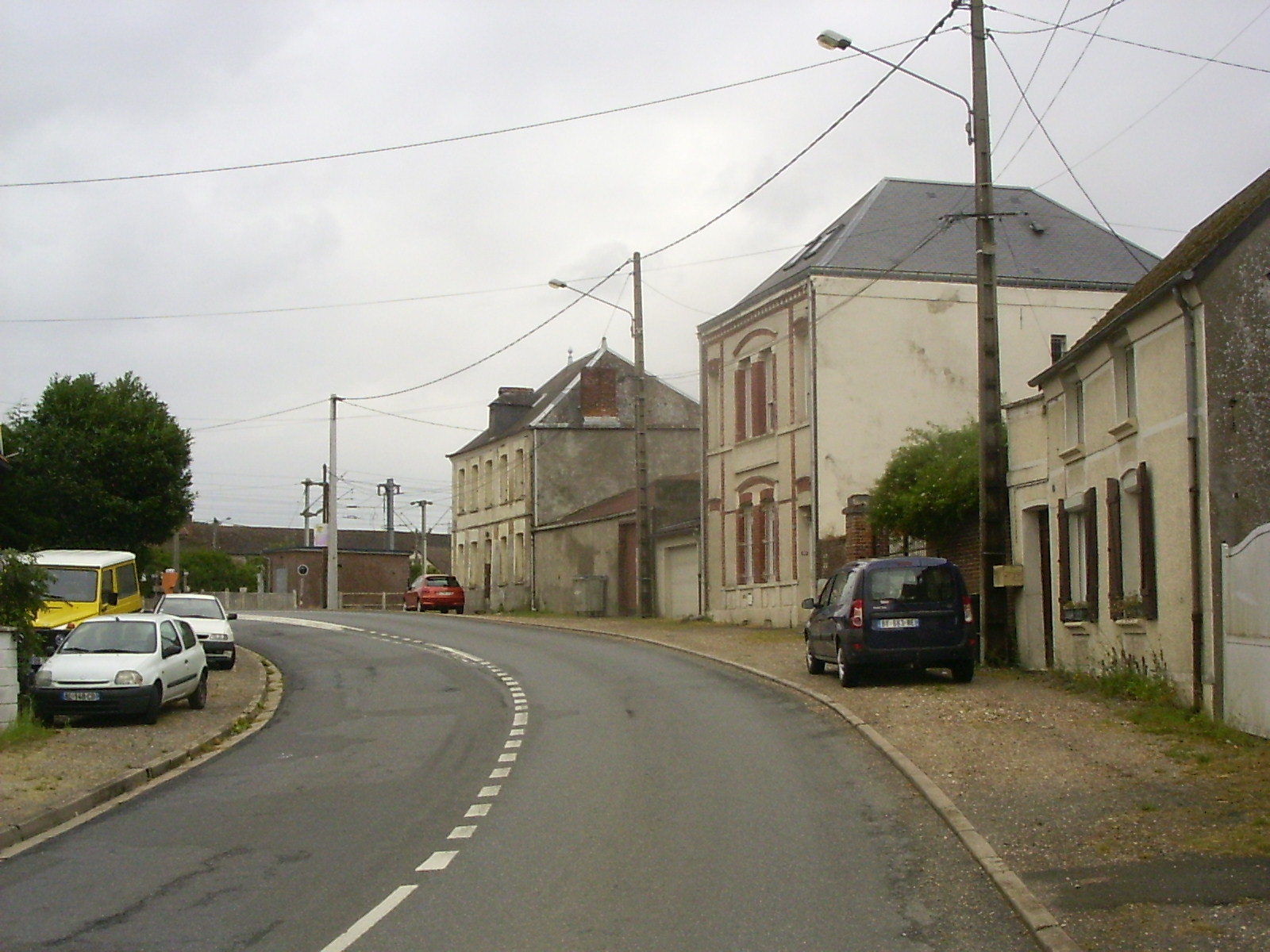
Rampe sud d'accès au passage à niveau à Breteuil-Embranchement

### Habitat et logement
En 2018, le nombre total de logements dans la commune était de 232, alors qu'il était de 204 en 2013 et de 210 en 2008.
Parmi ces logements, 82,8 % étaient des résidences principales, 4,6 % des résidences secondaires et 12,5 % des logements vacants. Ces logements étaient pour 98,2 % d'entre eux des maisons individuelles et pour 1,4 % des appartements.
Le tableau ci-dessous présente la typologie des logements à Bacouël en 2018 en comparaison avec celle de l'Oise et de la France entière. Une caractéristique marquante du parc de logements est ainsi une proportion de résidences secondaires et logements occasionnels (4,6 %) supérieure à celle du département (2,5 %) et à celle de la France entière (9,7 %). Concernant le statut d'occupation de ces logements, 82,1 % des habitants de la commune sont propriétaires de leur logement (80,9 % en 2013), contre 61,4 % pour l'Oise et 57,5 pour la France entière.
| Typologie                                               | Bacouël | Oise | France entière |
| ------------------------------------------------------- | ------- | ---- | -------------- |
| Résidences principales (en %)                           | 82,8    | 90,4 | 82,1           |
| Résidences secondaires et logements occasionnels (en %) | 4,6     | 2,5  | 9,7            |
| Logements vacants (en %)                                | 12,5    | 7,1  | 8,2            |

### Voies de communication et transports
La commune est traversée par la ligne de Paris-Nord à Lille et est l'origine de la courte ligne de Breteuil-Embranchement à Breteuil-Ville. Au hameau de Bacouël se trouve la Gare de Breteuil-Embranchement, desservie par des trains TER Hauts-de-France, (Lignes C10 - Paris-Nord <> Amiens et P10 - Amiens <> Creil)
La commune est desservie, en 2023, par les lignes 619, 624, 6103, 6122 et 6304 du réseau interurbain de l'Oise.

## Toponymie
Le lieu s'est appelée Bascoel (1180) ; Bacheel (1232) ; Bacouel (vers 1390) ; Bacouelle (1728) ; fief Bacuelle (XVIIIe) ; Bacouël (1946) ; fief Bacouelle (1744).
Du picard basche au sens de creuset ou de dépression dérivée du gaulois bascauda, « bassin », de l'ancien français baschoue, cuveau désignant une dépression en forme de cuve.
La gentilé des habitants de Bacouël est Bacouëlois et Bacouëloise.
Bacouël est aussi un nom de famille.

## Histoire
Ronds funéraires : en 1960, Roger Agache découvrit par Archéologie aérienne sur le territoire de Bacouël deux ronds funéraires datant de la période gallo-romaine (Ier siècle av. J.-C. - Ve siècle apr. J.-C.).
Les circonscriptions administratives sous l'Ancien Régime étaient en 1789 : l'élection de Montdidier ;  la coutume de Montdidier ; le bailliage de Montdidier ; l'Intendance d'Amiens ; le grenier à sel d'Amiens ; le Gouvernement de Picardie ; et le Parlement de Paris[réf. nécessaire].
Bacouël a été détachée de la commune de Chepoix par une loi du 19 juin 1867. Ses habitants ont fêté les 150 années de la commune le 14 juillet 2017 et un arbre commémoratif a été planté.

## Politique et administration

### Rattachements administratifs et électoraux

#### Rattachements administratifs
La commune se trouve depuis 1942 dans l'arrondissement de Clermont du département de l'Oise.
Elle faisait partie depuis sa création du canton de Breteuil. Dans le cadre du redécoupage cantonal de 2014 en France, cette circonscription administrative territoriale a disparu, et le canton n'est plus qu'une circonscription électorale.

#### Rattachements électoraux
Pour les élections départementales, la commune fait partie depuis 2014 du canton de Saint-Just-en-Chaussée
Pour l'élection des députés, elle fait partie de la première circonscription de l'Oise.

### Intercommunalité
La commune faisait partie de la communauté de communes des Vallées de la Brèche et de la Noye créée fin 1992.
Dans le cadre des dispositions de la loi portant nouvelle organisation territoriale de la République (Loi NOTRe) du 7 août 2015, qui prévoit que les établissements publics de coopération intercommunale (EPCI) à fiscalité propre doivent avoir un minimum de 15 000 habitants, le préfet de l'Oise a publié en octobre 2015 un projet de nouveau schéma départemental de coopération intercommunale, qui prévoit la fusion de plusieurs intercommunalités, et notamment celle de Crèvecœur-le-Grand (CCC) et celle des Vallées de la Brèche et de la Noye (CCVBN), soit une intercommunalité de 61 communes pour une population totale de 27 196 habitants.
Après avis favorable de la majorité des conseils communautaires et municipaux concernés, cette intercommunalité, dénommée communauté de communes de l'Oise picarde et dont la commune est désormais membre, est créée au 1er janvier 2017.

### Liste des maires successifs
| Période                                  | Période                    | Identité               | Étiquette | Qualité                       |
| ---------------------------------------- | -------------------------- | ---------------------- | --------- | ----------------------------- |
| Les données manquantes sont à compléter. |                            |                        |           |                               |
| mars 2001                                | mai 2003                   | Albert Mazand          |           | Endivier                      |
| mai 2003                                 | mai 2020                   | M. Dominique Cordelle, |           | Employé de banque             |
| mai 2020                                 | janvier 2023               | Bernard Pelou          |           | Cadre retraité Démissionnaire |
| avril 2023                               | En cours (au 2 avril 2023) | M. Dominique Cordelle  |           | Employé retraité              |

## Équipements et services publics

### Enseignement
Les enfants de la commune sont scolarisés jusqu'en 2018 au sein du regroupement pédagogique intercommunal qui rassemble les communes de Bacouël, Tartigny, le Mesnil-Saint-Firmin, Rocquencourt, Sérivillers, Broyes et Plainville.
Ce RPI qui comptait quatre classes à Bacouël (maternelle moyenne et grande section, CP, CM1, CM2), une classe à Broyes (CE2, CM1), une classe à Plainville (CE1, CE2) et une classe à Tartigny  (maternelle petite section) se transforme à la rentrée 2018-2019 en regroupement pédagogique concentré, grâce à la construction à Bacouël de nouveaux locaux où tous les enfants seront accueillis. Cette école, dite « La Malvina » de sept classes comprend également une restauration scolaire. Le coût de cette extension du bâtiment existant s'est élevé à 1,7 million d'euros, dont 1 M€ financé par l'Etat, 216 000 € de la région et 377 000 € du département. Un ramassage scolaire est assuré matin et soir vers chaque commune. Un accueil périscolaire à partir de 7 h 30 et jusqu'à 18 h 30,.

## Population et société

### Démographie

#### Évolution démographique
L'évolution du nombre d'habitants est connue à travers les recensements de la population effectués dans la commune depuis 1872. Pour les communes de moins de 10 000 habitants, une enquête de recensement portant sur toute la population est réalisée tous les cinq ans, les populations de référence des années intermédiaires étant quant à elles estimées par interpolation ou extrapolation. Pour la commune, le premier recensement exhaustif entrant dans le cadre du nouveau dispositif a été réalisé en 2005.

En 2022, la commune comptait 479 habitants, en évolution de −1,24 % par rapport à 2016 (Oise : +0,87 %, France hors Mayotte : +2,11 %).
| 1872 | 1876 | 1881 | 1886 | 1891 | 1896 | 1901 | 1906 | 1911 |
| ---- | ---- | ---- | ---- | ---- | ---- | ---- | ---- | ---- |
| 460  | 444  | 390  | 430  | 417  | 409  | 397  | 416  | 427  |

| 1921 | 1926 | 1931 | 1936 | 1946 | 1954 | 1962 | 1968 | 1975 |
| ---- | ---- | ---- | ---- | ---- | ---- | ---- | ---- | ---- |
| 391  | 440  | 408  | 393  | 369  | 392  | 427  | 456  | 351  |

| 1982 | 1990 | 1999 | 2005 | 2006 | 2010 | 2015 | 2020 | 2022 |
| ---- | ---- | ---- | ---- | ---- | ---- | ---- | ---- | ---- |
| 323  | 359  | 387  | 445  | 454  | 466  | 468  | 484  | 479  |

#### Pyramide des âges
La population de la commune est relativement jeune.
En 2018, le taux de personnes d'un âge inférieur à 30 ans s'élève à 36,8 %, soit en dessous de la moyenne départementale (37,3 %). À l'inverse, le taux de personnes d'âge supérieur à 60 ans est de 20,8 % la même année, alors qu'il est de 22,8 % au niveau départemental.
En 2018, la commune comptait 255 hommes pour 234 femmes, soit un taux de 52,15 % d'hommes, largement supérieur au taux départemental (48,89 %).
Les pyramides des âges de la commune et du département s'établissent comme suit.
| Hommes | Classe d’âge | Femmes |
| ------ | ------------ | ------ |
| 0,4    | 90 ou +      | 1,7    |
| 6,3    | 75-89 ans    | 6,9    |
| 13,1   | 60-74 ans    | 13,4   |
| 19,8   | 45-59 ans    | 22,4   |
| 19,4   | 30-44 ans    | 23,3   |
| 15,5   | 15-29 ans    | 12,9   |
| 25,4   | 0-14 ans     | 19,4   |

| Hommes | Classe d’âge | Femmes |
| ------ | ------------ | ------ |
| 0,5    | 90 ou +      | 1,4    |
| 5,5    | 75-89 ans    | 7,6    |
| 15,6   | 60-74 ans    | 16,3   |
| 20,8   | 45-59 ans    | 20     |
| 19,4   | 30-44 ans    | 19,4   |
| 17,6   | 15-29 ans    | 16,2   |
| 20,6   | 0-14 ans     | 19,1   |

## Culture locale et patrimoine

### Lieux et monuments
- Chapelle Saint-Éloi : Au XVIIe siècle une chapelle à la dédicace de saint Éloi est érigée dans un champ, sur la commune. Lors de la fête patronale, le 1er décembre[39], la tradition voulait que les chevaux des environs fassent trois fois le tour de la chapelle avant d'être bénits par le prêtre, cela pour leur éviter de tomber malade[40],[41].

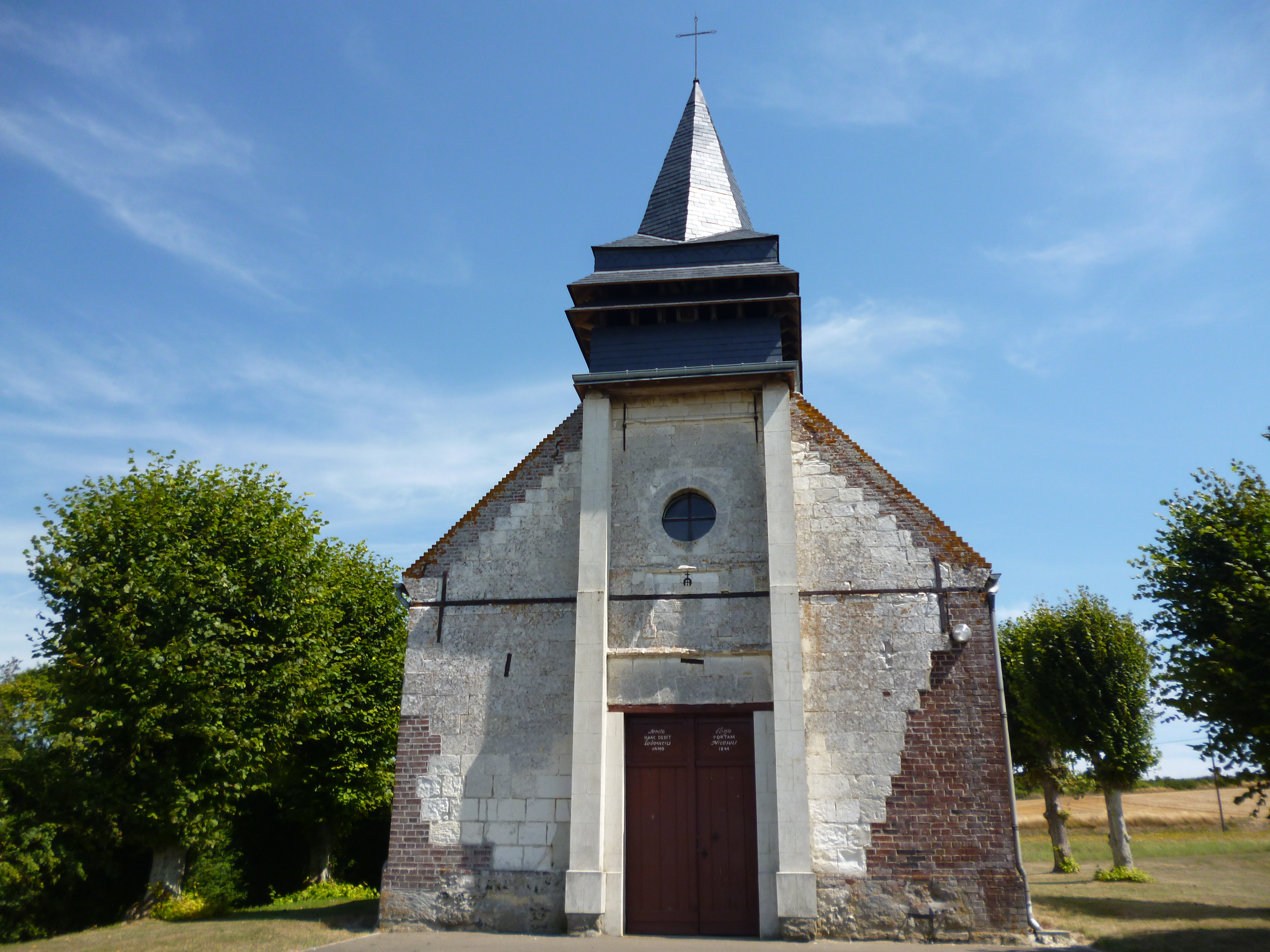
La chapelle Saint-Éloi.
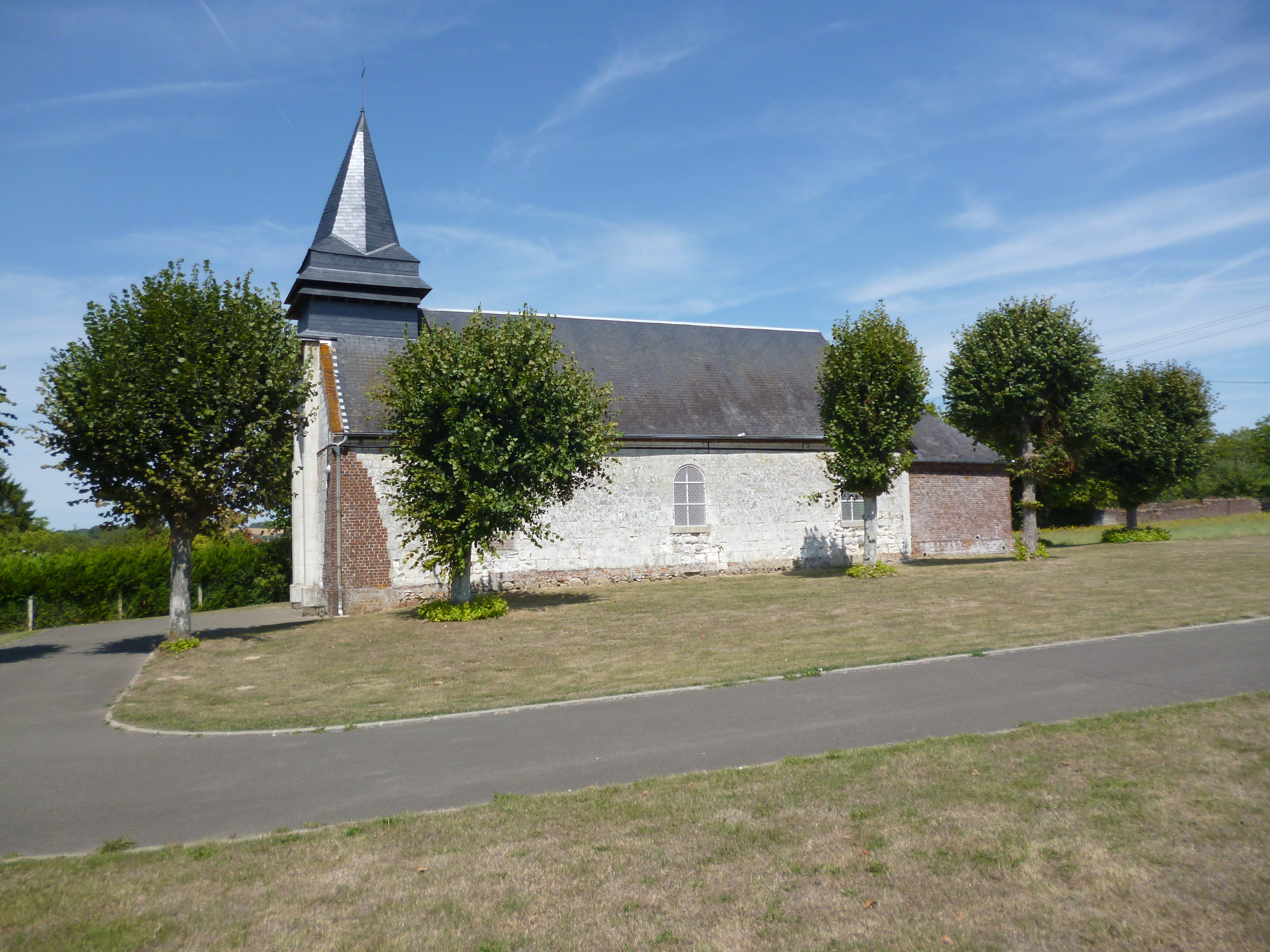
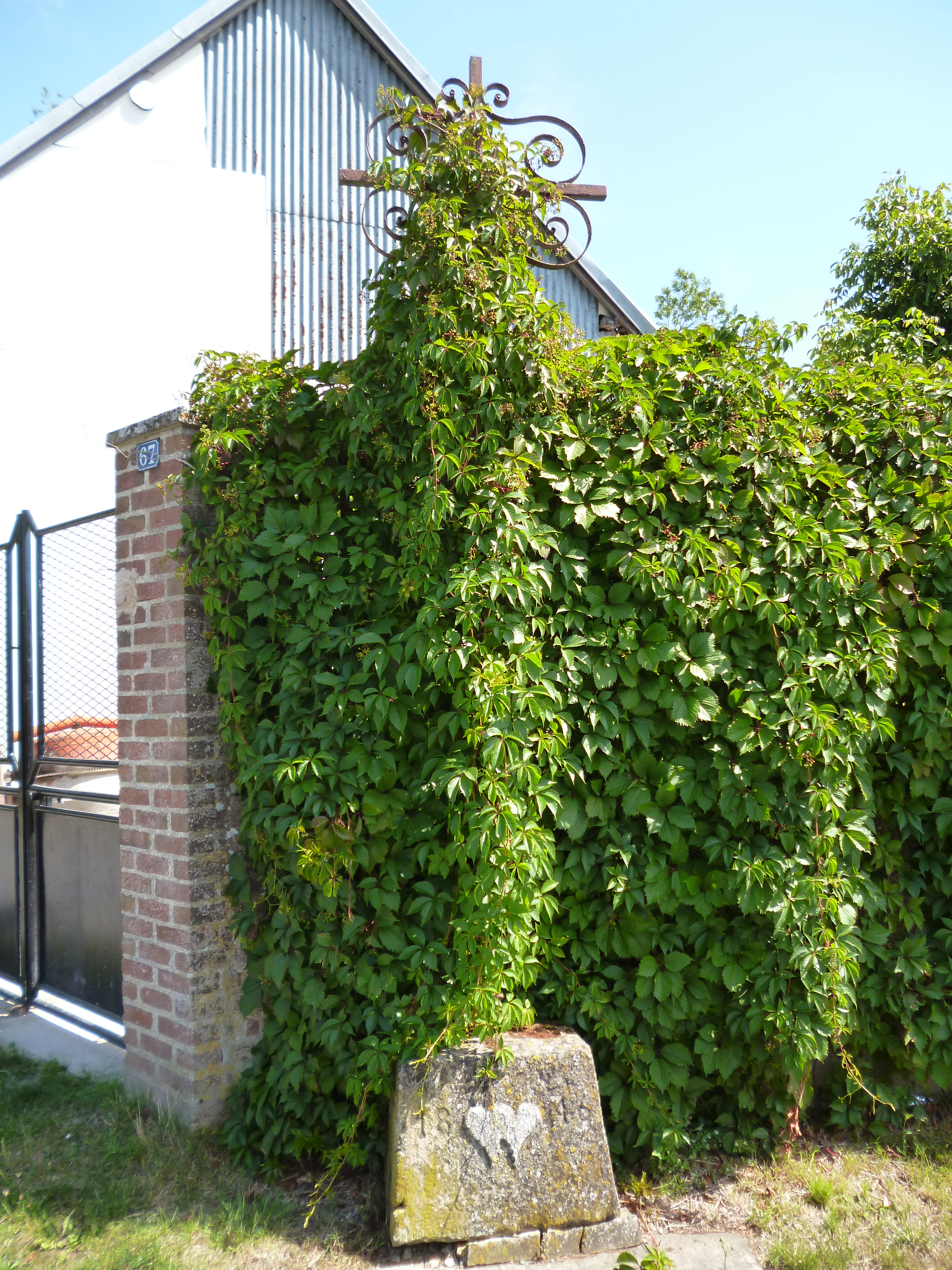
Calvaire situé à l'intersection des rues Yves-Maréchal et du Pont-Papillon.
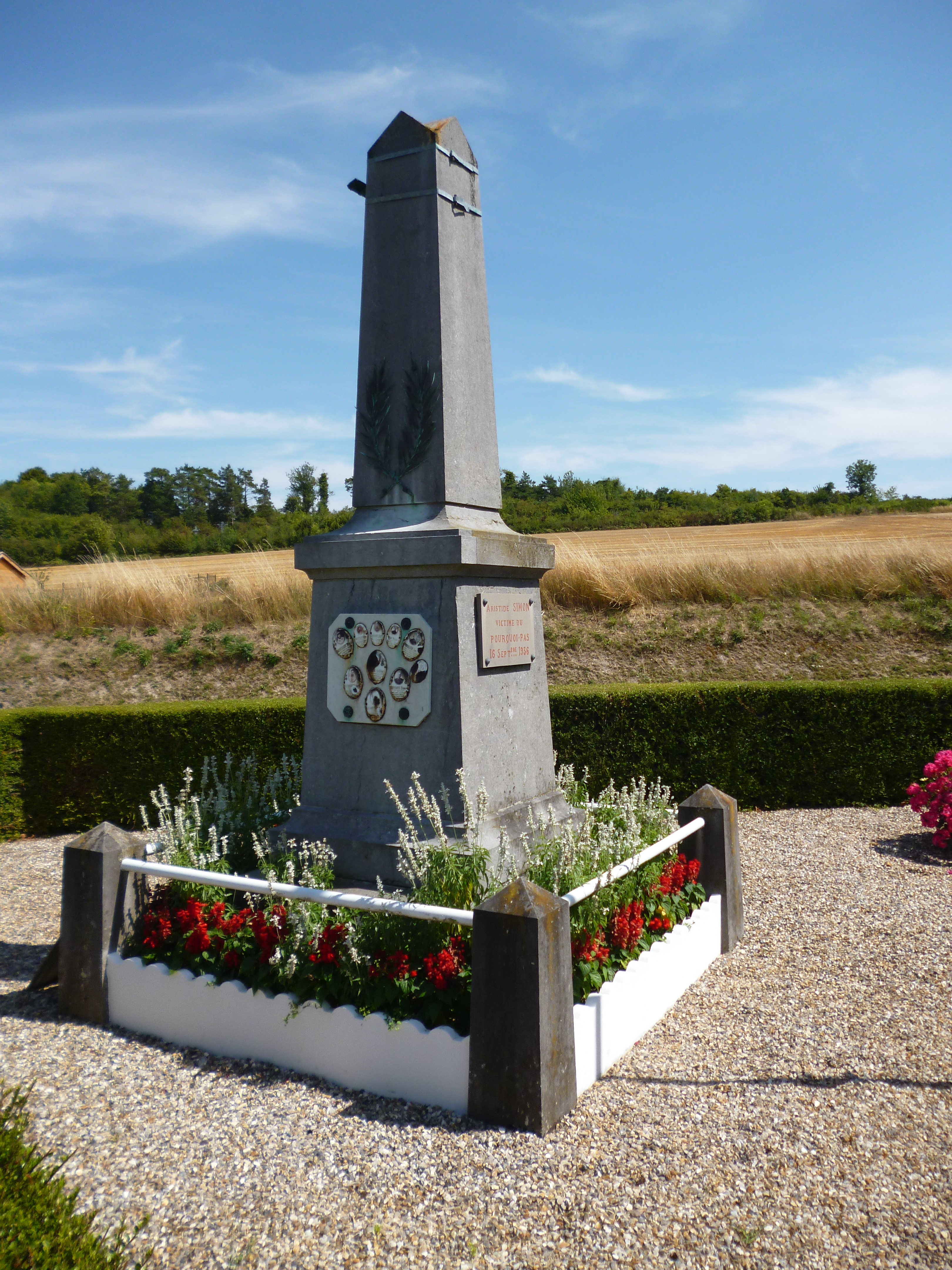
Le monument aux morts.
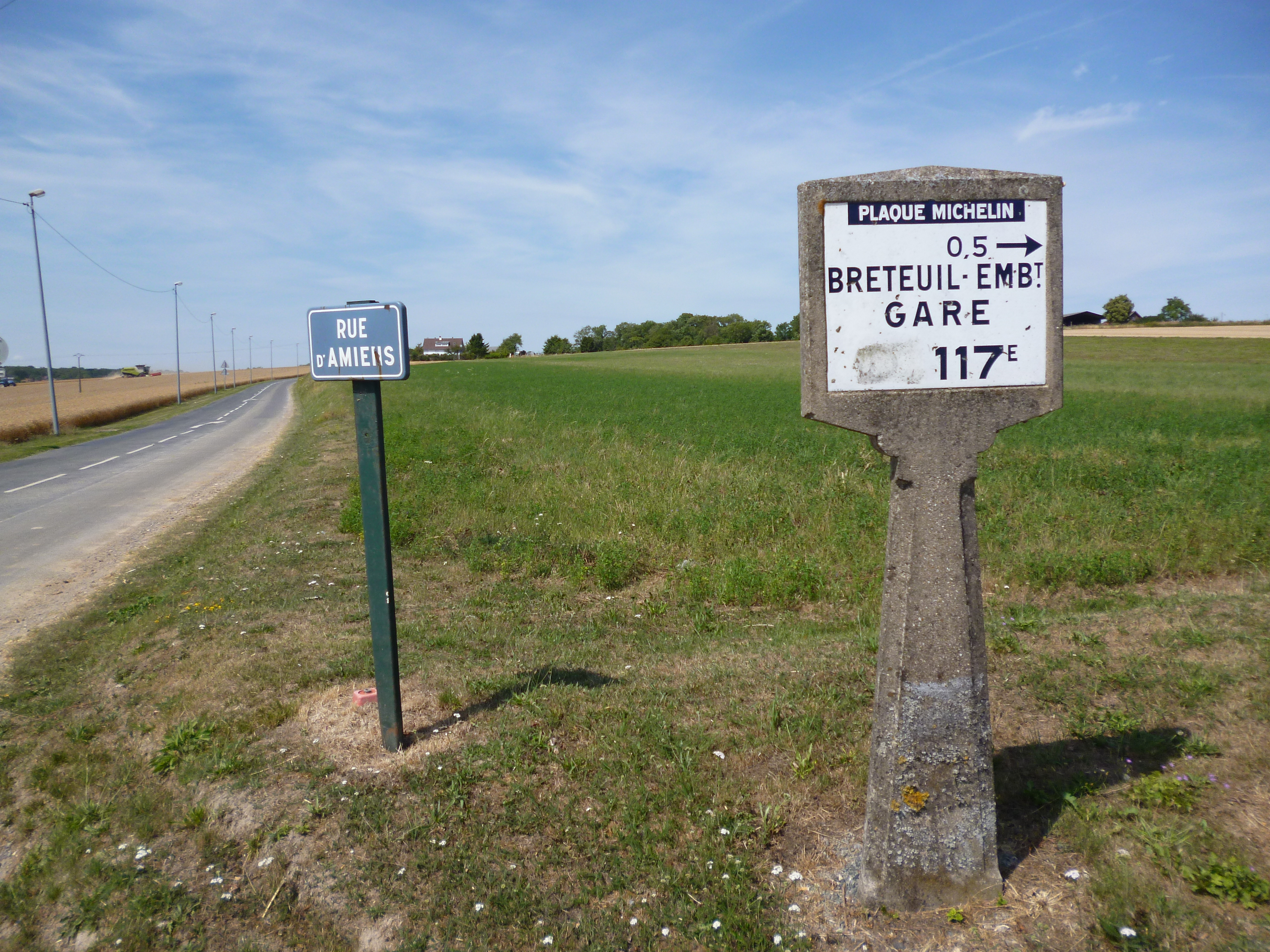
Plaque Michelin.
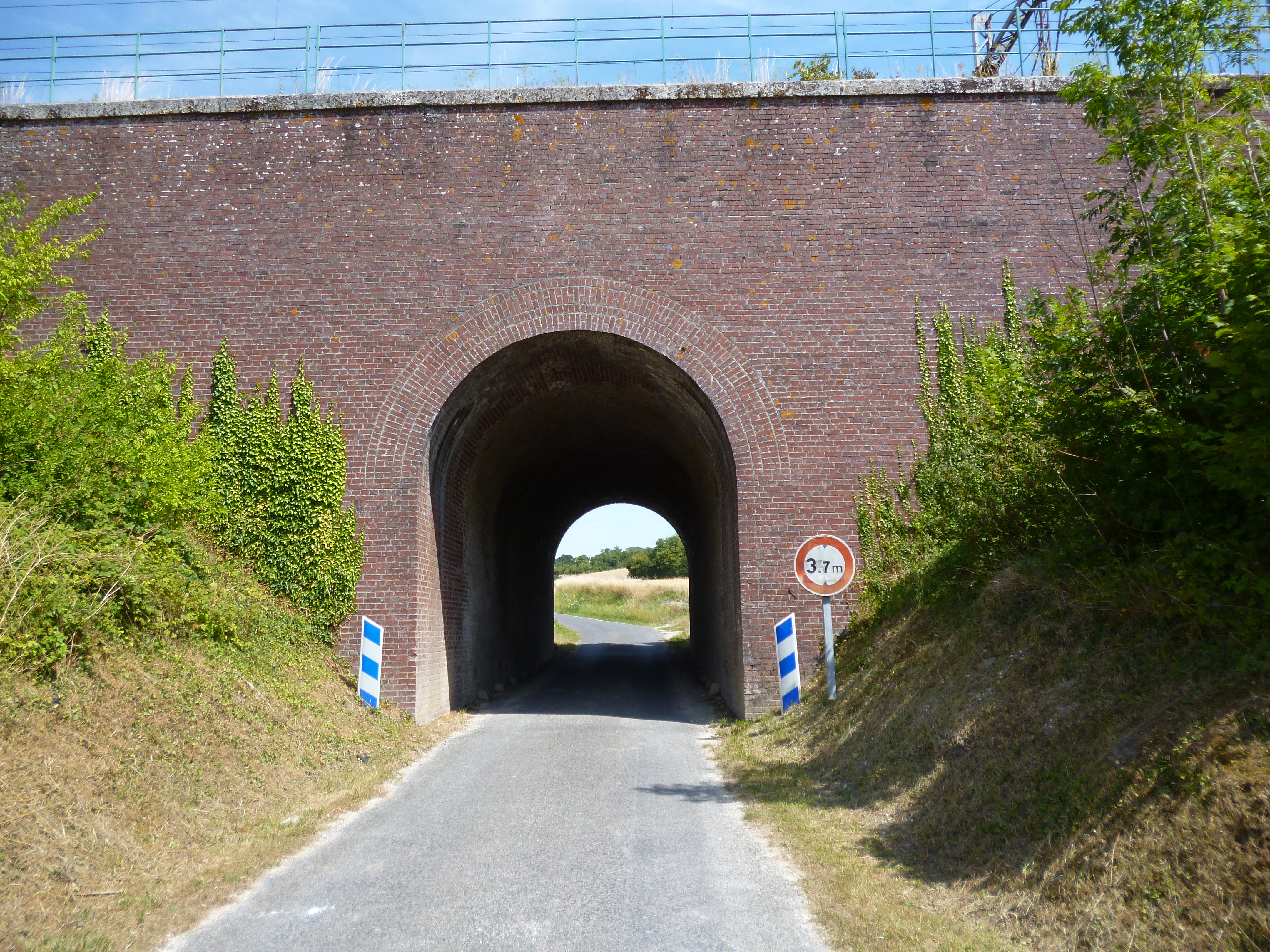
Pont-rail.

## Héraldique
| Blason de Bacouël | Blason  | D'or, à une croisette estrée sommé d'une croisette tréflée, sous la traverse de laquelle, à un fer à cheval percé du champ brochant sur le tout, tous de sable. |
| Blason de Bacouël | Détails | Présente sur le site depuis 2024 |